# Szent Demeter-bazilika
Az 5. században épült Szent Demeter-bazilika (görögül: Άγιος Δημήτριος) Szaloniki ókeresztény templomainak egyike, Szent Demeternek Szaloniki védőszentjének zarándokhelye. A templom egy öthajós emporumos és deszkatetős bazilika. Egyike Szaloniki 15 ókeresztény és bizánci műemlékének amelyeket az UNESCO 1988-ban vett fel a világörökségi helyszínek listájára.

## Története
A hagyományok szerint a Szent Demeter-bazilika annak a fürdőkomplexumnak a helyén épült ahol Szent Demeter 270-ben mártírhalált halt. 313-ban a szentnek a fürdőben emlékhelyet alakítottak ki, majd egy századdal később ezen a helyen egy háromhajós bazilikát emeltek. A bazilika építésének pontos ideje ismeretlen. A legelfogadottabb vélemények ezt 412-re vagy 413-ra teszik. Más archeológusok egy századdal későbbre, 510 és 520 közzé datálják. 
A templom további sorsa legalább ennyire vitatott. Mindenesetre a 7. században öthajóssá bővítették. Egyes történészek szerint a század elején, a  620-as földrengést vagy a 629-es tűzvészt követően. Más történészek szerint ez a bővítés 695-ben vagy 705-ben történt II. Iusztinianosz császársága idején, ezt egy megmaradt freskótöredék látszik bizonyítani.
1423-ban Szaloniki velencei gyarmat lett, ebből a korszakból maradt fenn  Loukás Spantoúnis velencei kereskedő 1481-ben készült síremléke a kora Itália reneszánsz jeles alkotása. 1492-ben a törökök elfoglalták Szalonikit, a templomból mecset lett, a freskókat bevakolták, a keresztények istentiszteleteiket a templom északnyugati részén a római fürdőből megmaradt helyiségben tarthatták meg, ide kerültek Szent Demeter ereklyéi is.
A templom helyreállítása 1907-ben még török uralom alatt megkezdődött. A hozzáépítéseket és a vakolatot eltávolították. 1912-ben újraszentelték a templomot.  Az 1917-es tűzvész hatalmas károkat okozott az épületben. A tető beomlott a mozaikok és freskók jelentős része megsemmisült. A templom restaurálásához 1930-ban kezdtek hozzá és az 1948-ig tartott. Igyekeztek a század elején készített felméréseket, rajzokat, fényképeket felhasználva az eredeti állapotokat helyreállítani.

## Az épület

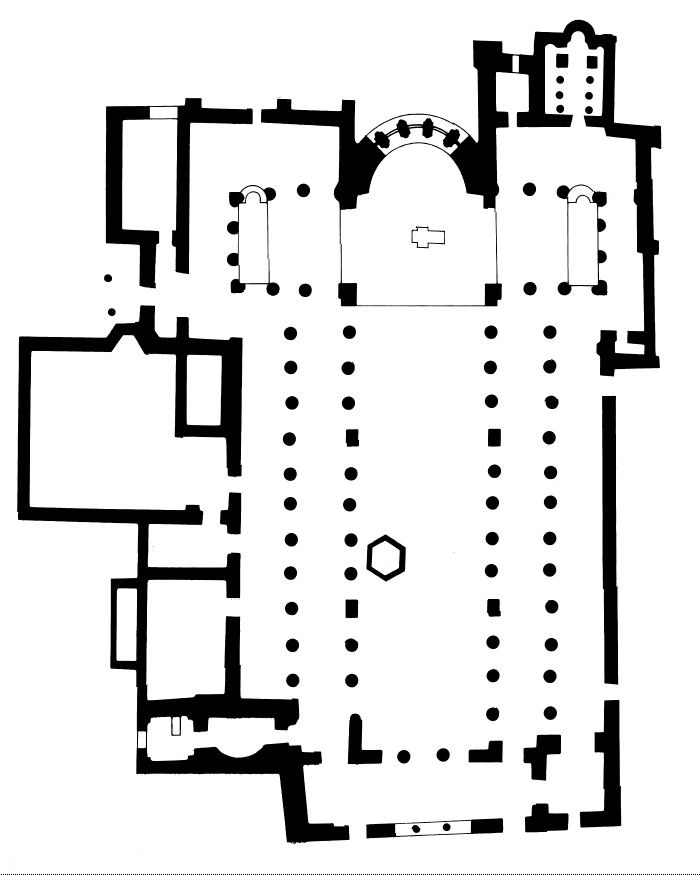
A bazilika alaprajza

A Szent Demeter bazilika egy 5 hajós emporumos és deszkatetős bazilika kereszthajóval. Hossza 53,6 méter, szélessége 33 méter. A mellékhajók felett két változó szélességű árkád sor található. Nyugati végén egy narthex zárja le. A narthex és a főhajó között egy három ívű átjáró (trivelum) van.
A kereszthajó alatt van a kripta amit az 1917-es tűzvészt követően tártak fel és a római fürdő része lehetett. Feltételezik, hogy ez eredetileg egy oszlopokkal körbe vett átrium volt, amit a templom 7. századi bővítésekor befedtek és kriptává alakítottak. Ekkor épült a templom ma is meglévő apszisa. A kripta egyetlen megmaradt Krisztust ábrázoló freskója a 8-9. században készülhetett. A kriptában ma a templom történetét bemutató kiállítás látható.
A bazilika eredeti ciboriumának az alapjait a főhajó bal oldalán az 1917-es restauráció idején találták meg. Az eredeti ciborium az 5. század végén készült, ezt a nartex bejárata és az északi oszlopsor feletti mozaikokról tudjuk. Hatszögletű, ezüst lemezekkel borított, márvány lábakon álló fa építmény volt, a tetején egy keresztel díszített gömb állt. A ciboroim többször leégett. Véglegesen 1000 körül semmisült meg. A templomban ma álló ciboriumot 1988-ban állították.
Az épület délkeleti sarkához 1303-ban Michael Glabas Tarchaniotis hozzáépíttetett egy kicsi 3 hajós bazilika típusú kápolnát. Az építtető nevét és az építés idejét az északi falon található feliratból ismerjük.

## A díszítés
A naoszban 5.-6. századi mozaikok láthatók. Ezek a mozaikok Szent Demeterhez kapcsolódó jeleneteket ábrázolnak. Például: a szent az északi mellékhajó nyugati falán pátriárka viseletben (ez a mozaik részben megsemmisült), a szent a déli mellékhajó nyugati falán gyermekekkel. 
Ezek a 7. századi mozaikok, görög földön a korszak legjelentősebb mozaikjai az oltár előtti oszlopokon maradtak meg. A stilisztikai elemeket és a mozaikok témáit tekintve a korai bizánci művészetben a 6. századi Ravennában (Szent Apollinare in Classe-bazilika, San Vitale-templom) és Rómában kidolgozott művészeti irányzatot képviselik. A mozaikok az oltár körüli oszlopokon magosan helyezkednek el. Érdekesség, hogy ezeknek az oszlopoknak a külső oldalán nincs díszítés.
A bazilikában különböző korokból (8–14. század) származó freskók és freskótöredékek láthatóak. A freskók egy része az oltár előtti oszlopokon a mozaikok alatt van.
- Szent Demeter
- Szent Demeter gyermekekkel
- Szent Demeter a templom adományozóival